# علي الأسمري
علي الأسمري لاعب كرة قدم سعودي، يلعب في النادي الأهلي ومنتخب الشباب لكرة القدم. مثل النادي الأهلي في الفئات السنية وصعد للفريق الأول في عام 2017 و أعير إلى نادي أحد في عام 2018.

## روابط خارجية
- علي الأسمري على موقع ناشيونال فوتبول تيمز (الإنجليزية)
- علي الأسمري على موقع Soccerway.com (الإنجليزية)
- علي الأسمري على موقع عالم كرة القدم.نت (الإنجليزية)